# Сисакский собор
Собор Воздвижения Святого Креста (хорв. Katedrala Uzvišenja Svetog Križa), Сисакский собор — католический собор в городе Сисак, Хорватия. Кафедральный собор
епархии Сисака, памятник архитектуры.
Находится в самом центре города, на площади бана Елачича, возле раскопок руин древнеримского города Сисция.
Здание приходской церкви в Сисаке было построено в 1702—1760 годах в стиле барокко. Освящён в 1765 году. Во время землетрясения 1909 года фасад был повреждён и восстановлен в слегка изменённом виде с элементами неоклассицизма.
5 декабря 2009 года церковь получила статус кафедрального собора вновь образованной епархии Сисака.